# Khu quy hoạch Singapore
Khu quy hoạch, cũng được biết đến với các tên gọi Vùng DGP hay Khu DGP, là những vùng quy hoạch đô thị và điều tra dân số chính của Singapore do Cục tái kiến đô thị (Urban Redevelopment Authority) nước này phác thảo. Toàn Singapore có tổng cộng 55 Khu quy hoạch và được phân thành năm vùng.  Lưu trữ ngày 18 tháng 4 năm 2008 tại Wayback Machine Ứng với mỗi khu, Cục tái kiến đô thị soạn thảo một bản Kế hoạch hướng dẫn phát triển (Development Guide Plan), trong đó mô tả chi tiết hướng quy hoạch cho từng lô đất trên toàn Khu quy hoạch.
Năm 1991, chính phủ Singapore đưa ra bản Kế hoạch Sơ bộ (Concept Plan), và kể từ đó, các Khu quy hoạch được lần lượt hình thành. Lưu trữ ngày 12 tháng 6 năm 2007 tại Wayback Machine Sau khi các Khu quy hoạch này được thiết lập, ngày càng nhiều bộ ngành của chính phủ áp dụng sự phân chia này cho mục đích quản lý hành chính. Ví dụ, năm 2000, lần đầu tiên Sở Thống kê (Statistics Department) Singapore phát hành dữ liệu thống kê dân số, thu thập và trình bày theo các Khu quy hoạch, khác với việc dựa vào khu vực bầu cử như các lần trước. Từ năm 1999, các đồn cảnh sát khu (neighbourhood police centre) của Lực lượng Cảnh sát Singapore (Singapore Police Force) cũng nhận nhiệm vụ bảo vệ an ninh trên cơ sở phân chia các Khu quy hoạch, so với hệ thống đồn cảnh sát cũ được phân chia theo khu vực bỏ phiếu.
Khu quy hoạch được chia nhỏ thành các tiểu khu cho mục đích thống kê.

## Danh sách các Khu quy hoạch
| Bishan Bukit Merah Quần đảo Nam Geylang Kallang Marine Parade Queenstown Toa Payoh Bedok Changi Paya Lebar Pasir Ris North-Eastern Islands Tampines Central Water Catchment Woodlands Ang Mo Kio Bukit Batok Bukit Panjang Clementi Bukit Timah Tanglin Central Area Đông Jurong Western Islands Boon Lay Pioneer Tuas Western Water Catchment Lim Chu Kang Sungei Kadut Choa Chu Kang Tengah Jurong West Novena Serangoon Hougang Sengkang Mandai Yishun Sembawang Simpang Seletar Punggol Changi Bay Vùng Tây Vùng Đông-Bắc Vùng Bắc Vùng Đông Vùng Trung tâm |

| Tên (tiếng Anh)         | tiếng Mã Lai               | tiếng Hoa                                                                     | tiếng Tamil          | Vùng      | Diện tích (km²) | Dân số  | Mật độ dân cư (/km²) |
| ----------------------- | -------------------------- | ----------------------------------------------------------------------------- | -------------------- | --------- | --------------- | ------- | -------------------- |
| Ang Mo Kio              |                            | 宏茂桥 (Hán-Việt: Hoành Mậu Kiều; bính âm: Hóng mào qiáo)                     | ஆங் மோ கியோ              | Đông-Bắc  | 13.94           | 174,770 | 12,538.2             |
| Bedok                   | *                          | 勿洛 (Hán-Việt: Vật Lạc; bính âm: Wù luò)                                     | பிடோ                   | Đông      | 21.69           | 289,750 | 13,360.5             |
| Bishan                  |                            | 碧山 (Hán-Việt: Bích Sơn; bính âm: Bì shān)                                   | பீஷான்                  | Trung tâm | 7.62            | 90,700  | 11,896.6             |
| Boon Lay                |                            | 文礼 (Hán-Việt: Văn Lễ; bính âm: Wén lǐ)                                      | பூன் லே                 | Tây       | 8.23            | 30      | 3.6                  |
| Bukit Batok             | *                          | 武吉巴督 (Hán-Việt: Võ Cát Ba Đốc; bính âm: Wǔjí bā dū)                       | புக்கிட் பாத்தோக்            | Tây       | 11.13           | 139,270 | 12,513               |
| Bukit Merah             | *                          | 红山 (Hán-Việt: Hồng Sơn; bính âm: Hóng shān)                                 | புக்கிட் மேரா              | Trung tâm | 14.34           | 155,840 | 10,871.3             |
| Bukit Panjang           | *                          | 武吉班让 (Hán-Việt: Võ Cát Ban Nhượng; bính âm: Wǔjí bān ràng)                | பக்கிட் பஞ்சாங்            | Tây       | 8.99            | 139,030 | 15,466.7             |
| Bukit Timah             | *                          | 武吉知马 (Hán-Việt: Võ Cát Tri Mã; bính âm: Wǔjí zhī mǎ)                      | புக்கித் திமா              | Trung tâm | 17.53           | 74,470  | 4,248.4              |
| Central Water Catchment | Kawasan Tadahan Air Tengah | 中央集水区 (Hán-Việt: Trung ương Tập Thủy Khu; bính âm: Zhōngyāng jí shuǐ qū) | மத்திய நீர் நீர்ப்பிடிப்பு      | Bắc       | 37.15           | 10      | 0.3                  |
| Changi                  | *                          | 樟宜 (Hán-Việt: Chương Nghi; bính âm: Zhāng yí)                               | சாங்கி                  | Đông      | 40.61           | 2,530   | 62.3                 |
| Changi Bay              | Teluk Changi               | 樟宜湾 (Hán-Việt: Chương Nghi Loan; bính âm: Zhāng yí wān)                    | சாங்கி பே                | Đông      | 1.7             |         |                      |
| Choa Chu Kang           |                            | 蔡厝港 (Hán-Việt: Thái Thố Cảng; bính âm: Cài cuò gǎng)                       | சுவா சூ காங்              | Tây       | 6.11            | 174,330 | 28,513.2             |
| Clementi                |                            | 金文泰 (Hán-Việt: Kim Văn Thái; bính âm: Jīn wéntài)                          | கிளிமெண்டி                | Tây       | 9.49            | 91,630  | 9,650.3              |
| Downtown Core           | Pusat Bandar               | 市中心 (Hán-Việt: Thị Trung tâm; bính âm: Shì zhōngxīn)                       | சிங்கப்பூர் நகர மையத்தில்     | Trung tâm | 4.34            | 3,720   | 857.1                |
| Geylang                 | *                          | 芽笼 (Hán-Việt: Nha Lung; bính âm: Yá lóng)                                   | கேலாங்                  | Trung tâm | 9.64            | 116,960 | 12,129               |
| Hougang                 |                            | 后港 (Hán-Việt: Hậu Cảng; bính âm: Hòu gǎng)                                  | ஹவ்காங்                 | Đông-Bắc  | 13.93           | 222,310 | 15,960.2             |
| Jurong East             | Jurong Timur               | 裕廊东 (Hán-Việt: Dụ Lang Đông; bính âm: Yù láng dōng)                        | ஜூரோங் கிழக்கு             | Tây       | 17.83           | 84,980  | 4,766.9              |
| Jurong West             | Jurong Barat               | 裕廊西 (Hán-Việt: Dụ Lang Tây; bính âm: Yù láng xī)                           | ஜூரோங் மேற்கு              | Tây       | 14.69           | 272,660 | 18,563.5             |
| Kallang                 | *                          | 加冷 (Hán-Việt: Gia Lãnh; bính âm: Jiā lěng)                                  | காலாங்                  | Trung tâm | 9.17            | 101,210 | 11,038.3             |
| Lim Chu Kang            |                            | 林厝港 (Hán-Việt: Lâm Thố Cảng; bính âm: Lín cuò gǎng)                        | லிம் சூ காங்              | Bắc       | 17.3            | 90      | 5.2                  |
| Mandai                  |                            | 万礼 (Hán-Việt: Vạn Lý; bính âm: Wàn lǐ)                                      |                      | Bắc       | 11.77           | 2,120   | 180.2                |
| Marina East             | Marina Timur               | 滨海东 (Hán-Việt: Tân Hải Đông; bính âm: Bīnhǎi dōng)                         | மெரினா கிழக்கு             | Trung tâm | 1.82            |         |                      |
| Marina South            | Marina Selatan             | 滨海南 (Hán-Việt: Tân Hải Nam; bính âm: Bīnhǎi nán)                           | மெரினா தென்               | Trung tâm | 1.62            |         |                      |
| Marine Parade           |                            | 马林百列 (Hán-Việt: Mã Lâm Bách Liệt; bính âm: Mǎ lín bǎi liè)                | மரின் பரேட்              | Trung tâm | 6.12            | 48,730  | 7,966.3              |
| Museum Planning Area    | Muzium                     | 博物馆 (Hán-Việt: Bác Vật Quán; bính âm: Bówùguǎn)                            | அருங்காட்சியகம் திட்டமிடல் பகுதி | Trung tâm | 0.83            | 380     | 457.8                |
| Newton                  |                            | 纽顿 (Hán-Việt: Nữu Đốn; bính âm: Niǔ dùn)                                    | நியூட்டன்                | Trung tâm | 2.07            | 6,920   | 3,344.6              |
| North-Eastern Islands   | Kepulauan Timur Laut       | 东北群岛 (Hán-Việt: Đông Bắc Quần Đảo; bính âm: Dōngběi qúndǎo)               | வட-கிழக்கு தீவுகள்         | Đông-Bắc  | 42.88           | 60      | 1.4                  |
| Novena                  |                            | 诺维娜 (Hán-Việt: Nặc Duy Nã; bính âm: Nuò wéi nà)                            | நொவீணா                  | Trung tâm | 8.98            | 47,990  | 5,344.1              |
| Orchard                 |                            | 乌节 (Hán-Việt: Ô Tiết; bính âm: Wū jié)                                      | ஓர்ச்சர்ட்               | Trung tâm | 0.96            | 920     | 960.3                |
| Outram                  |                            | 欧南 (Hán-Việt: Âu Nam; bính âm: Ōu nán)                                      | ஊட்ரம்                 | Trung tâm | 1.37            | 22,080  | 16,081.6             |
| Pasir Ris               | *                          | 巴西立 (Hán-Việt: Ba Tây Lập; bính âm: Bāxī lì)                               | பாசிர் ரிஸ்               | Đông      | 15.02           | 139,890 | 9,313                |
| Paya Lebar              | *                          | 巴耶利峇 (bính âm: Bā yé lì bā)                                               | பாய ளேபர்               | Đông      | 11.69           | 40      | 3.4                  |
| Pioneer                 |                            | 先驱 (Hán-Việt: Tiên Khu; bính âm: Xiānqū)                                    | பயனியர்                | Tây       | 12.1            | 100     | 8.3                  |
| Punggol                 |                            | 榜鹅 (Hán-Việt: Bảng Nga; bính âm: Bǎng é)                                    | பொங்கோல்                 | Đông-Bắc  | 9.34            | 109,750 | 11,746.8             |
| Queenstown              |                            | 女皇镇 (Hán-Việt: Nữ hoàng Trấn; bính âm: Nǚhuáng zhèn)                       | குவீன்ஸ்டவுன்              | Trung tâm | 20.43           | 98,050  | 4,800.5              |
| River Valley            |                            | 里峇峇利 (bính âm: Lǐ bā bā lì)                                               | நதி பள்ளத்தாக்கு           | Trung tâm | 1.48            | 9,190   | 6,230.5              |
| Rochor                  |                            | 梧槽 (Hán-Việt: Ngô Tào; bính âm: Wú cáo)                                     | ரோச்சர்                 | Trung tâm | 1.62            | 14,590  | 9,034.1              |
| Seletar                 | *                          | 实里达 (Hán-Việt: Thật Lý Đạt; bính âm: Shí lǐ dá)                            |                      | Đông-Bắc  | 10.25           | 270     | 26.3                 |
| Sembawang               | *                          | 三巴旺 (Hán-Việt: Tam Ba Vượng; bính âm: Sān bā wàng)                         | செம்பவாங்                | Bắc       | 12.34           | 76,530  | 6,203.3              |
| Sengkang                |                            | 盛港 (Hán-Việt: Thịnh Cảng; bính âm: Shèng gǎng)                              | செங்காங                 | Đông-Bắc  | 10.59           | 206,680 | 19,511               |
| Serangoon               | *                          | 实龙岗 (Hán-Việt: Thực Long Cương; bính âm: Shí lónggǎng)                     | சிராங்கூன்                | Đông-Bắc  | 10.1            | 120,670 | 11,945.2             |
| Simpang                 | *                          | 新邦 (Hán-Việt: Tân Bang; bính âm: Xīn bāng)                                  | சிம்பாங்                 | Bắc       | 5.13            |         |                      |
| Singapore River         | Sungai Singapura           | 新加坡河 (Hán-Việt: Tân Gia Ba Hà; bính âm: Xīnjiāpō hé)                      | சிங்கப்பூர் நதி            | Trung tâm | 0.96            | 2,720   | 2,842.2              |
| Southern Islands        | Kepulauan Selatan          | 南部群岛 (Hán-Việt: Nam Bộ Quần Đảo; bính âm: Nánbù qúndǎo)                   | தெற்கு தீவுகள்             | Trung tâm | 6.07            | 1,480   | 244                  |
| Straits View            | Pemandangan Selat          | 海峡景 (Hán-Việt: Hải Hạp Cảnh; bính âm: Hǎixiá jǐng)                         | ஸ்ட்ரெய்ட்ஸ் காண்க           | Trung tâm | 0.77            |         |                      |
| Sungei Kadut            | Sungai Kadut               | 双溪加株 (Hán-Việt: Song Khê Gia Châu; bính âm: Shuāng xī jiā zhū)            |                      | Bắc       | 15.99           | 850     | 53.2                 |
| Tampines                | *                          | 淡滨尼 (Hán-Việt: Đạm Tân Ni; bính âm: Dàn bīn ní)                            | தெம்பினிஸ்                | Đông      | 20.89           | 261,230 | 12,506.2             |
| Tanglin                 |                            | 东陵 (Hán-Việt: Đông Lăng; bính âm: Dōng líng)                                | டங்லின்                 | Trung tâm | 7.63            | 19,000  | 2,491.8              |
| Tengah                  | *                          | 登珈 (Hán-Việt: Đăng Gia; bính âm: Dēng jiā)                                  | தெங்கா                  | Tây       | 7.4             | 10      | 1.4                  |
| Toa Payoh               |                            | 大巴窑 (Hán-Việt: Đại Ba Dao; bính âm: Dàbā yáo)                              | தோ பயோ                 | Trung tâm | 8.17            | 124,940 | 15,298.2             |
| Tuas                    |                            | 大士 (Hán-Việt: Đại Sĩ; bính âm: Dà shì)                                      | துவாஸ்                  | Tây       | 30.04           | 70      | 2.3                  |
| Western Islands         | Kepulauan Barat            | 西部群岛 (Hán-Việt: Tây Bộ Quần Đảo; bính âm: Xībù qúndǎo)                    | மேற்கத்திய தீவுகள்          | Tây       | 39.47           |         |                      |
| Western Water Catchment | Kawasan Tadahan Air Barat  | 西部集水区 (Hán-Việt: Tây Bộ Tập Thủy Khu; bính âm: Xībù jíshuǐqū)            | மேற்கத்திய நீர் நீர்ப்பிடிப்பு    | Tây       | 69.46           | 900     | 13                   |
| Woodlands               |                            | 兀兰 (Hán-Việt: Ngột Lan; bính âm: Wù lán)                                    | ஊட்லண்ட்ஸ்               | Bắc       | 13.59           | 250,290 | 18,424               |
| Yishun                  |                            | 义顺 (Hán-Việt: Nghĩa Thuận; bính âm: Yì shùn)                                | யீஷூன்                  | Bắc       | 21.24           | 201,970 | 9,507.2              |

* = Địa danh đã được xác nhận có nguồn gốc từ tiếng Mã Lai nên cách viết tên trong tiếng Anh giống với cách viết tên trong tiếng Mã Lai.

| 20 Khu quy hoạch lớn nhất tại Singapore Báo cáo dân số của Sở Thống kê Singapore | 20 Khu quy hoạch lớn nhất tại Singapore Báo cáo dân số của Sở Thống kê Singapore | 20 Khu quy hoạch lớn nhất tại Singapore Báo cáo dân số của Sở Thống kê Singapore | 20 Khu quy hoạch lớn nhất tại Singapore Báo cáo dân số của Sở Thống kê Singapore | 20 Khu quy hoạch lớn nhất tại Singapore Báo cáo dân số của Sở Thống kê Singapore | 20 Khu quy hoạch lớn nhất tại Singapore Báo cáo dân số của Sở Thống kê Singapore | 20 Khu quy hoạch lớn nhất tại Singapore Báo cáo dân số của Sở Thống kê Singapore | 20 Khu quy hoạch lớn nhất tại Singapore Báo cáo dân số của Sở Thống kê Singapore | 20 Khu quy hoạch lớn nhất tại Singapore Báo cáo dân số của Sở Thống kê Singapore | 20 Khu quy hoạch lớn nhất tại Singapore Báo cáo dân số của Sở Thống kê Singapore |
|                                                                                  | Hạng                                                                             |                                                                                  | Vùng                                                                             | Dân số                                                                           | Hạng                                                                             |                                                                                  | Vùng                                                                             | Dân số                                                                           |                                                                                  |
| -------------------------------------------------------------------------------- | -------------------------------------------------------------------------------- | -------------------------------------------------------------------------------- | -------------------------------------------------------------------------------- | -------------------------------------------------------------------------------- | -------------------------------------------------------------------------------- | -------------------------------------------------------------------------------- | -------------------------------------------------------------------------------- | -------------------------------------------------------------------------------- | -------------------------------------------------------------------------------- |
| Bedok Jurong West                                                                | 1                                                                                | Bedok                                                                            | Đông                                                                             | 281.300                                                                          | 11                                                                               | Bukit Merah                                                                      | Đông-Bắc                                                                         | 151.870                                                                          | Tampines Woodlands                                                               |
| Bedok Jurong West                                                                | 2                                                                                | Jurong West                                                                      | Tây                                                                              | 266.720                                                                          | 12                                                                               | Pasir Ris                                                                        | Đông                                                                             | 146.920                                                                          | Tampines Woodlands                                                               |
| Bedok Jurong West                                                                | 3                                                                                | Tampines                                                                         | Đông                                                                             | 257.110                                                                          | 13                                                                               | Bukit Batok                                                                      | Tây                                                                              | 144.410                                                                          | Tampines Woodlands                                                               |
| Bedok Jurong West                                                                | 4                                                                                | Woodlands                                                                        | Bắc                                                                              | 252.530                                                                          | 14                                                                               | Bukit Panjang                                                                    | Tây                                                                              | 140.820                                                                          | Tampines Woodlands                                                               |
| Bedok Jurong West                                                                | 5                                                                                | Thịnh Cảng                                                                       | Đông-Bắc                                                                         | 240.640                                                                          | 15                                                                               | Toa Payoh                                                                        | Trung tâm                                                                        | 120.480                                                                          | Tampines Woodlands                                                               |
| Bedok Jurong West                                                                | 6                                                                                | Hậu Cảng                                                                         | Đông-Bắc                                                                         | 223.010                                                                          | 16                                                                               | Serangoon                                                                        | Đông-Bắc                                                                         | 117.310                                                                          | Tampines Woodlands                                                               |
| Bedok Jurong West                                                                | 7                                                                                | Nghĩa Thuận                                                                      | Bắc                                                                              | 214.940                                                                          | 17                                                                               | Geylang                                                                          | Trung tâm                                                                        | 111.610                                                                          | Tampines Woodlands                                                               |
| Bedok Jurong West                                                                | 8                                                                                | Thái Thố Cảng                                                                    | Tây                                                                              | 187.510                                                                          | 18                                                                               | Kallang                                                                          | Trung tâm                                                                        | 101.420                                                                          | Tampines Woodlands                                                               |
| Bedok Jurong West                                                                | 9                                                                                | Hoành Mậu Kiều                                                                   | Đông-Bắc                                                                         | 165.710                                                                          | 19                                                                               | Queenstown                                                                       | Trung tâm                                                                        | 97.870                                                                           | Tampines Woodlands                                                               |
| Bedok Jurong West                                                                | 10                                                                               | Punggol                                                                          | Trung tâm                                                                        | 161.570                                                                          | 20                                                                               | Clementi                                                                         | Tây                                                                              | 93.000                                                                           | Tampines Woodlands                                                               |